# Orocrambus catacaustus
Orocrambus catacaustus là một loài bướm đêm trong họ Crambidae.